# Combat de Wagadou (2024)
Pour les articles homonymes, voir Combat de Wagadou.
Guerre du Mali
Batailles
Le combat de Wagadou se déroule le 5 avril 2024 lors de la guerre du Mali. 

## Déroulement
Le 5 avril 2024, des combats éclatent dans la forêt de Wagadou, près de la frontière avec la Mauritanie, entre les rebelles du Cadre stratégique permanent (CSP) et les djihadistes du Groupe de soutien à l'islam et aux musulmans (GSIM). Le GSIM ne communique pas sur l'affrontements, mais d'après le CSP les djihadistes auraient cherché à l'empêcher de s'implanter dans cette zone. Le CSP planifiait alors une attaque contre un camp militaire malien dans le centre du pays, mais ses troupes sont tombées dans une embuscade des djihadistes. 

## Pertes
RFI rapporte que les combats auraient fait, selon les sources, entre une dizaine et une vingtaine de morts dans les deux camps. Du côté du CSP, la plupart des tués sont des membres du MNLA.

## Conséquences
À la suite de ce combat, Alghabass Ag Intalla, le secrétaire-général du HCUA, est mandaté par le CSP pour négocier un pacte de non-agression avec le GSIM. Le 17 mai, celui-ci fait circuler un message appelant ses troupes à ne pas s'opposer à cette démarche. Ce pacte prévoit la libre-circulation des combattants et un partage d'informations sur les mouvements de l'armée malienne et du Groupe Wagner, mais il exclut de mener des attaques conjointes. 